# Massala obvertens
Massala obvertens är en fjärilsart som beskrevs av Walker 1858. Massala obvertens ingår i släktet Massala och familjen nattflyn. Inga underarter finns listade i Catalogue of Life.